# Funérailles islamiques
 (février 2018).
Si vous disposez d'ouvrages ou d'articles de référence ou si vous connaissez des sites web de qualité traitant du thème abordé ici, merci de compléter l'article en donnant les références utiles à sa vérifiabilité et en les liant à la section « Notes et références ».

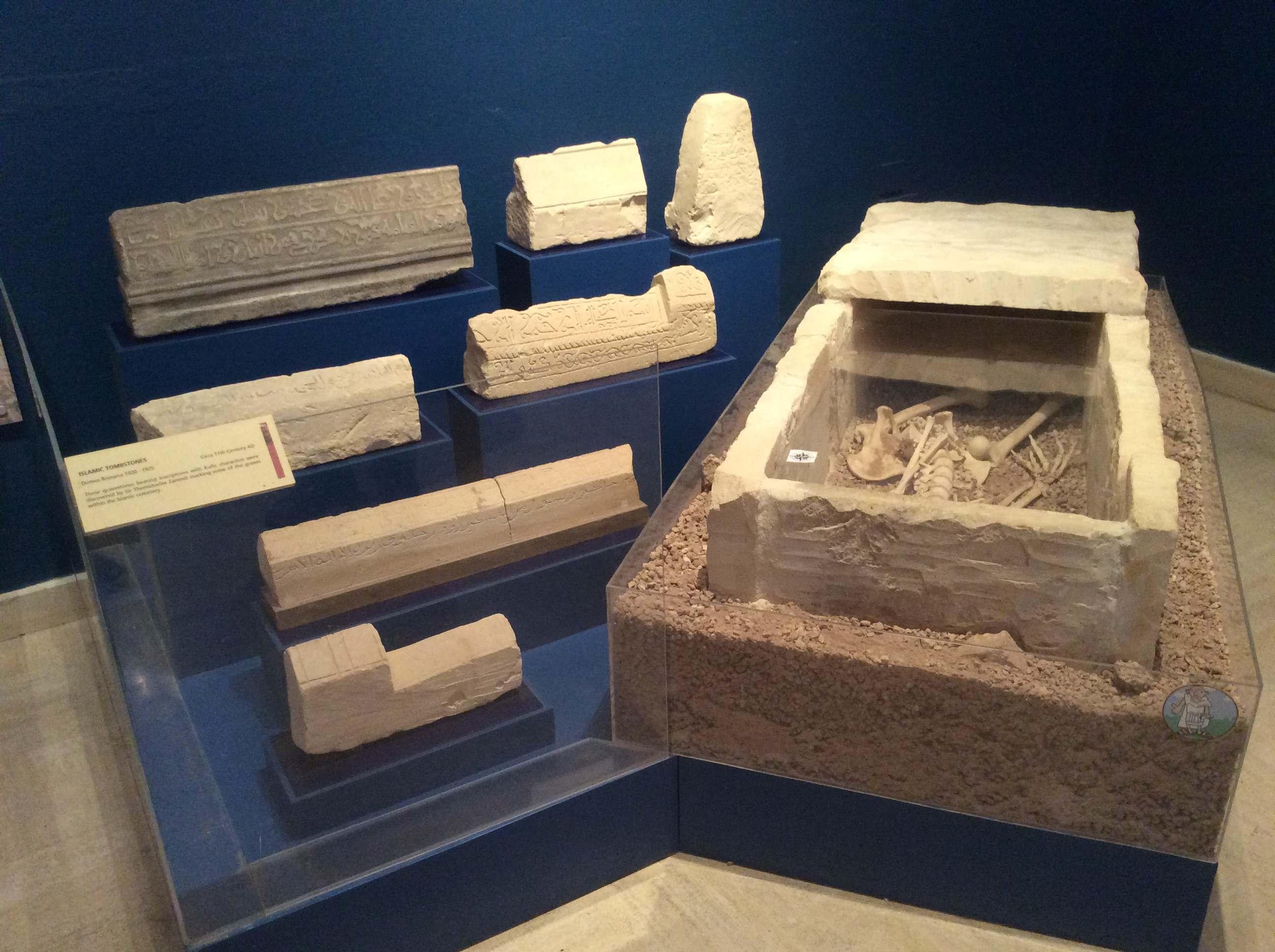
Ossuaire musulman trouvé à la Domus Romana à Rabat, Malte - c. XIe siècle

Les funérailles dans l'Islam (appelées Janaza, en arabe) suivent des rites spécifiques, même si elles sont sujettes à des évolutions régionales. Dans tous les cas, la loi musulmane préconise l'inhumation du corps, précédée par un rituel impliquant une toilette mortuaire du corps ensuite enveloppé dans un linceul. Une salat (prière) conclut la cérémonie. La crémation du corps est interdite.

## Rituels funéraires communs

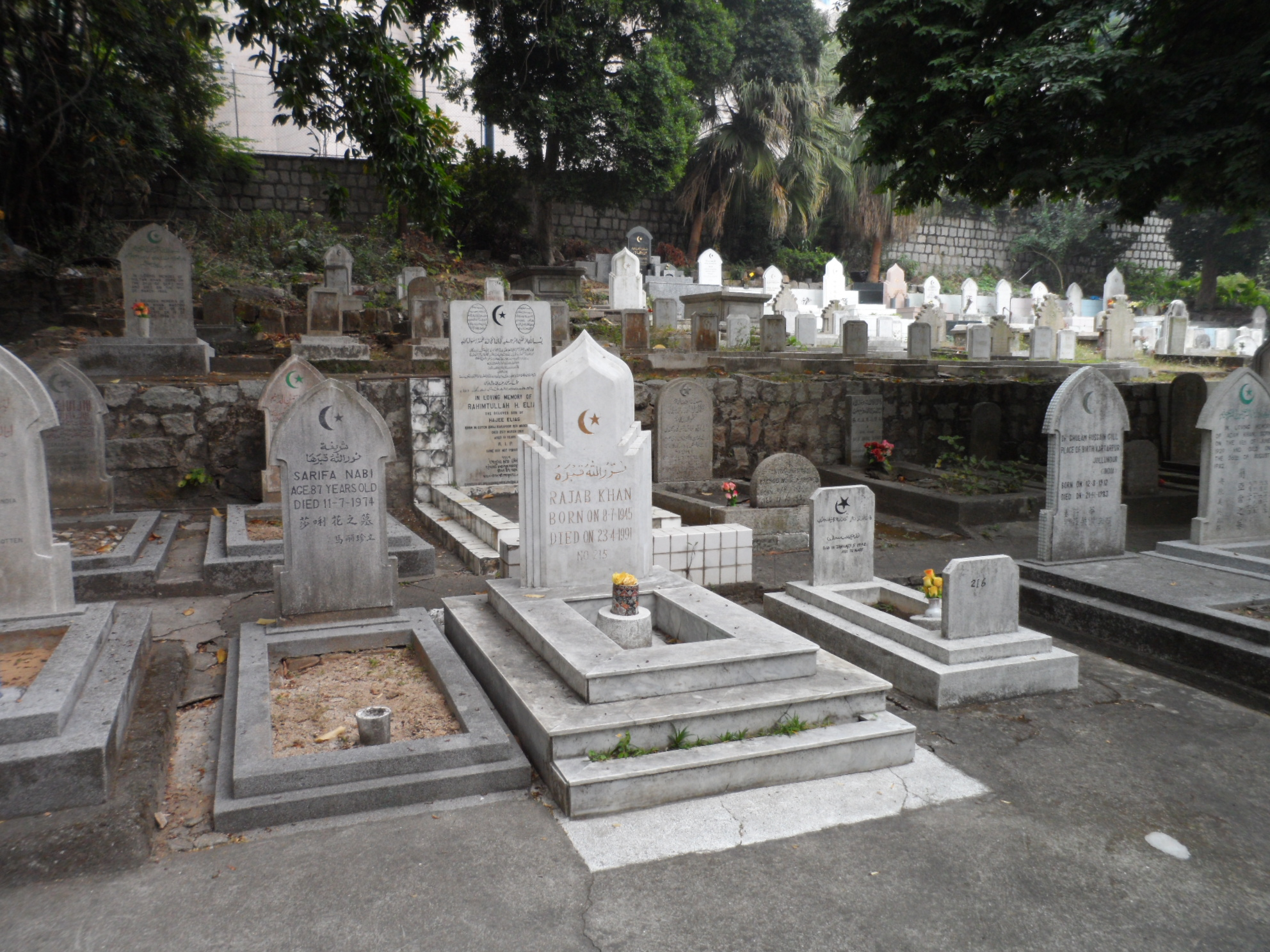
Cimetière musulman de Macao

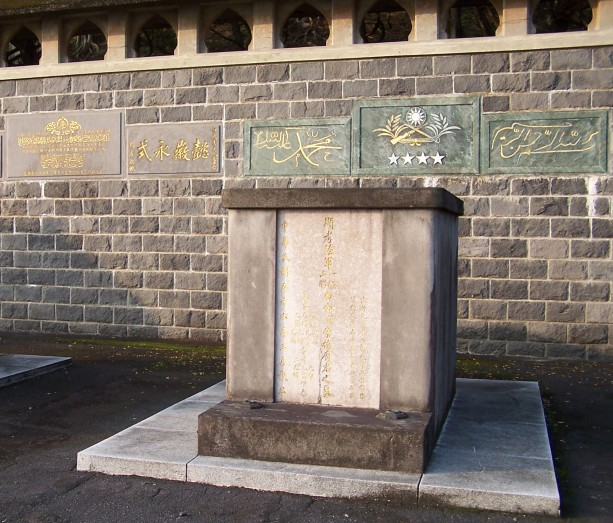
Cimetière musulman à Taipei, Taïwan

Les rituels funéraires devraient normalement avoir lieu dès que possible et inclure:
- Toilette mortuaire collective du corps, sauf dans des circonstances exceptionnelles, comme dans la bataille d'Uhud.
- Enveloppement dans un linceul blanc en coton ou en toile de lin.
- La prière funéraire (صلاة الجنازة)[3].
- L'inhumation des corps dans une tombe.
- Le positionnement de la personne décédée, la tête de face en direction de la Mecque.

### Le bain du défunt
Le défunt est lavé, le but est de nettoyer physiquement le cadavre. La méthode, le style et les accessoires utilisés pour le bain peuvent varier selon les régions ou les époques[réf. nécessaire].
Une pratique courante est de laver le corps un nombre impair de fois tout en cachant sa awrah (la partie du corps entre le nombril et le genoux). Ceux qui effectuent la toilette sont généralement des membres adultes de la famille immédiate et du même sexe que le défunt.

### Enveloppement du défunt
Le cadavre est généralement enveloppé dans un simple morceau de tissu (le kafan).[réf. nécessaire] Les spécificités de ce rituel, y compris le matériau, le style, et la couleur de la toile, peuvent varier en fonction des régions. Cependant, le linceul doit être simple et modeste. C'est pour cette raison que les musulmans ont généralement préféré l'utilisation de coton blanc en tissu pour servir de linceul.
Pour les hommes le linceul est généralement composé de trois parties, alors que pour les femmes celui-ci est généralement composé de cinq parties. Il s’accompagne de bandelettes permettant de maintenir le kafan en place ainsi que de faciliter le transfert dans le cercueil et/ou la tombe.[réf. nécessaire]
Le défunt peut être maintenu dans cet état pendant plusieurs heures, ce qui permet aux sympathisants de présenter leur condoléances.[réf. nécessaire]

### La prière funéraire
Les musulmans de la communauté se réunissent pour offrir leurs prières collectives pour le pardon des morts.[réf. nécessaire] Cette prière a été généralement appelée la Salat al-Janazah.
Le Janazah est ainsi priée :
- comme la prière de l'aïd, la Janaza intègre des takbirs supplémentaires (quatre[6]), mais pas de ruku' (inclinaisons) et sujud (prosternations).
- Supplique pour le défunt et l'humanité.
- Dans des circonstances extraordinaires, la prière peut être reportée et faite à un moment ultérieur, comme cela a été fait lors de la Bataille d'Uhud[3].
- Le dogme musulman oblige chaque musulman adulte de sexe masculin à effectuer la prière funèbre pour la mort d'un musulman[7].

Il s’agit du troisième pilier des rites funéraires musulmans. La prière mortuaire fait partie des obligations communautaires que les musulmans doivent réaliser pour le défunt (Fardh kifaya) . Il est bon d’avoir un maximum de fidèles musulmans 

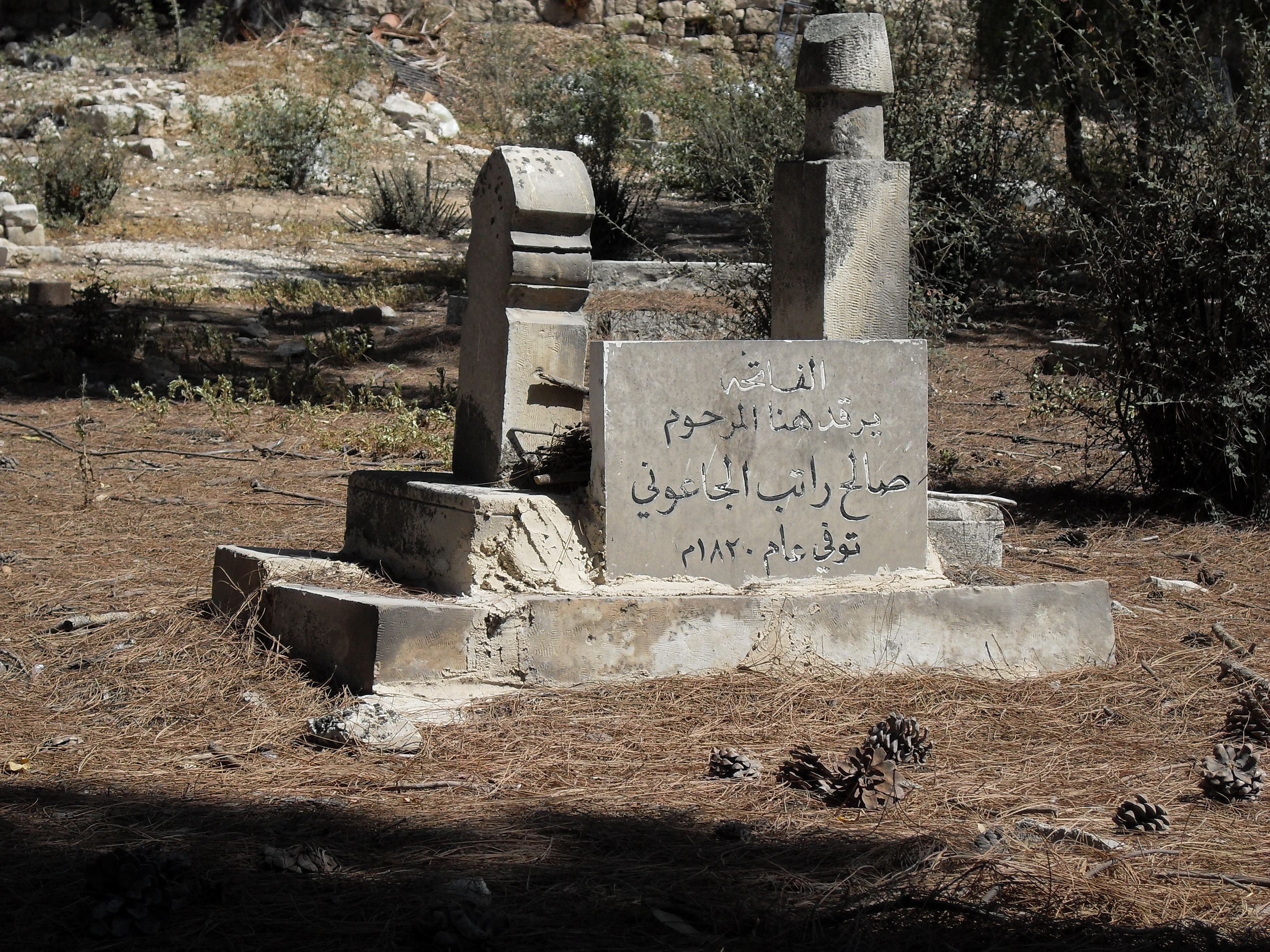
La tombe d'un musulman (Jérusalem-Ouest)

présents pour cette prière.

### L'enterrement
Le corps est alors emmené pour l'enterrement (al-Dafin). Les coutumes, le style de la tombe, l'enterrement peuvent varier en fonction des régions.[réf. nécessaire]
La tombe doit être alignée perpendiculairement à la Qibla. Le corps est placé dans la tombe, sans cercueil, couché sur son côté droit, et faisant face à la Qibla. Dès le XIIe siècle, l'usage du cercueil se généralise. La sépulture doit être profonde d'au moins 30 centimètres.[réf. nécessaire]
Dans les pays du Moyen-Orient, les femmes sont généralement découragées de participer aux processions funéraires. Dans l'Arabie préislamique, il était, en effet, d'usage que les femmes portent le deuil en pleurant bruyamment. Les familles riches embauchaient souvent des « pleureuses » pour assister aux funérailles de leur parent décédé Les lamentations lors des funérailles ne sont plus autorisées selon le Sahih Bukhari.[réf. nécessaire]
L'orthodoxie sunnite demande de verser trois poignées de terre dans la tombe, tout en récitant un verset du Coran : « C’est d’elle (la terre) que Nous vous avons créés, et en elle Nous vous retournerons, et d’elle Nous vous ferons sortir une fois encore. » Des prières sont alors récitée afin de demander le pardon de la personne décédée.[réf. nécessaire]

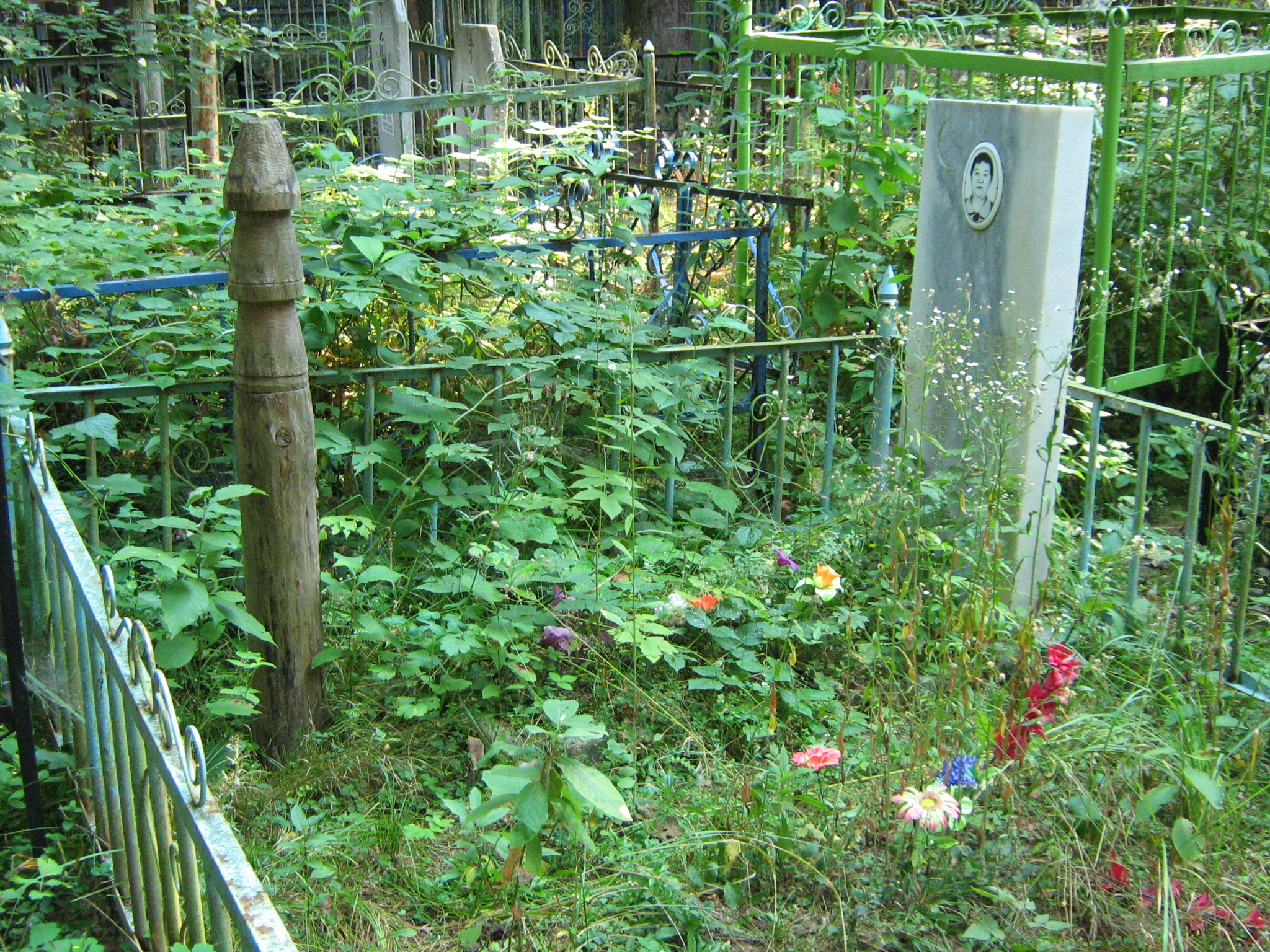
Dans un cimetière musulman tatar

Le cadavre est alors enseveli par les fossoyeurs sous la supervision de l'aîné mâle. Après l'enterrement, les musulmans qui se sont rassemblés pour rendre hommage aux morts prient pour le pardon du mort. Cette prière collective est la dernière officielle. Dans certaines cultures, par exemple dans le Sud-Est asiatique, les musulmans, éparpillent des fleurs et parfument à l'eau de rose la tombe.[réf. nécessaire]

## Deuils en islam

### Deuil
Les proches et les parents doivent observer une période de trois jours de deuil[réf. nécessaire]. Le deuil se caractérise par l'augmentation de la dévotion, la reception de visiteurs présentant leurs condoléances et en évitant décoratifs par la simplicité des vêtements et des bijoux en conformité avec le Coran.[réf. nécessaire]
Le deuil à la mort d'une personne aimée est normal et des larmes pour les morts est parfaitement acceptable dans l'Islam.[réf. nécessaire] L'Islam interdit l'expression de la douleur par de bruyantes lamentation en hurlant, en battant la poitrine et les joues, de déchirer les cheveux ou les vêtements, briser des objets.[réf. nécessaire]

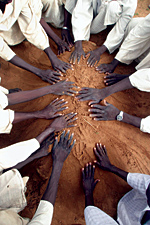
Les hommes musulmans finissant une tombe après un enterrement

### Directives pour les veuves
Le Coran interdit aux veuves de se remarier pendant une période de quatre mois lunaires et dix jours après le décès de leur mari. Selon le Coran :
« Ceux des vôtres que la mort frappe et qui laissent des épouses : celles-ci doivent observer une période d´attente de quatre mois et dix jours. Passé ce délai, on ne vous reprochera pas la façon dont elles disposeront d´elles-mêmes d´une manière convenable. Allah est Parfaitement Connaisseur de ce que vous faites.
Et on ne vous reprochera pas de faire, aux femmes, allusion à une proposition de mariage, ou d´en garder secrète l´intention. Allah sait que vous allez songer à ces femmes. Mais ne leur promettez rien secrètement sauf à leur dire des paroles convenables. Et ne vous décidez au contrat de mariage qu´à l´expiration du délai prescrit. Et sachez qu´Allah sait ce qu´il y a dans vos âmes. Prenez donc garde à Lui, et sachez aussi qu´Allah est Pardonneur et Plein de mansuétude. » Coran 2:234–235
Les veuves observent une longue période de deuil (iddah, la période d'attente) de 4 mois et 10 jours.[réf. nécessaire] Pendant ce temps, la veuve ne peut se remarier ou interagir avec les na-mahram (avec qui elle peut se marier). Cette règle permet de confirmer que la femme n'est pas enceinte du défunt.[réf. nécessaire]
Les savants musulmans estiment que cette directive permet un équilibre entre le deuil d'un mari mort, et la protection de la veuve. Cette disposition permet également de protéger les droits de propriété de l'enfant à naître, comme la durée est suffisante pour déterminer si une veuve est enceinte ou non.